# Самоедски езици
Самоедските езици са разпространени около планината Урал. Произлизат от общ праезик, наречен прасамоедски език. Принадлежат към уралското езиково семейство заедно с угро-финските езици.